# (株)〜かっこかぶ〜
『(株)〜かっこかぶ〜』（かっこかぶ）は渡辺電機(株)作のギャグ漫画。集英社の漫画雑誌『ビジネスジャンプ』（平成11年23号 - 平成17年8号）および『ビジネスジャンプ増刊』に掲載され、集英社より単行本が4巻まで発売されている（完結）。週毎に1ページの4コマ漫画2本が掲載されており、ストーリー性は無い（ただし、増刊の掲載は4ページのストーリー漫画である）。

## 主な登場人物
若林智男（わかばやし とみお）
営業一課の課長。日本一部下に恵まれない男。気苦労が絶えない。アブノーマルな一面も覗かせる。
桃川みあ子（ももかわ みあこ）
課のOL。副業としてスナイパーの肩書きを持ち、年収は1千万超とも言われる。傭兵として戦線に投入され国一つを滅ぼした事（報酬は5,000万円）もあったが、「割に合わない」とOL稼業に戻っている。
桜沢（さくらざわ）
お茶さえ淹れればいいと思っている典型的なダメOL。ただそのお茶の淹れ方は課長以外には概ね好評である（まるでおしっこをするようにお茶をいれるため）。お茶請けはかりんとう。
梅宮（うめみや）
狂暴な暴力OL。事あるごとに暴力を振るう。その実力はかなりのものであり、ボクシングの世界チャンピオンを叩きのめした事もある（これに関しては紆余曲折がある）。最近では後輩女子社員に対する闘魂ビンタ（実際はただ殴っているだけ）が好評を博している。
しのぶ
新入社員。最初は凡庸なOLだったが、徐々に持ち前の「変」さを前面に押し出していく。
長谷川順子（はせがわ じゅんこ）
全裸OL。あまりにも自然体なため、誰もツッコめない。同作者の作品『クソゲー星人』に1カットだけゲスト出演している。上記女子4人組のチーム体制が確立すると共に、出番が無くなった。
三輪（みわ）
契約を山ほど取ってくる、凄腕のサラリーマン。だが、その稼ぎのほとんどはソープ代に消える。ソープの合間に仕事をしていると言ってもいいほどである。が、素人には決して手を出さない。ボッタクリバー荒らしとしても知られ、くぐった修羅場は数知れず。
田中（たなか）
この漫画の三枚目役。肛門期リビドーを引きずる男。よく痴漢や露出をする。
下山田三平（しもやまだ さんぺい）
この漫画の汚れ役。27歳。素人童貞。趣味は競馬。50万円すったこともあるし、莫大な賞金を得たこともある。最近では後輩女子社員からの闘魂ビンタ（実際はただ殴られているだけだが）が好評を博している。なお、キャラクター造型にはモデルがいる。
ナガシマ
『はたらくねこ』から設定を引き継いで登場。新入社員。体長は不定。猫ならではの立場を活かし、かなりおいしいポジションについている。ホカホカが最大の武器。性癖はスカトロに偏向している。趣味は麻雀で、固定の仲間がいる。基本的にいかさまをする。特に雀鬼（本名不詳）とはライバル関係にありながらも親しい。5,000万円程度の借金があり、といちで借金をしているので、10日ごとに取り立てにあっている。1億円の現金をもっていたこともある。
岸野（きしの）
新入社員。当初は名前が無かった。女のあそこに異常な執着を見せ、先輩方に温かい指導を受けている。童貞。
社長（まもる）
この会社の社長。女装癖があるが、それとは対照的に器の大きい人物。しかし時々スネたり他の社の社長に嫉妬したりするなど器量の小さい場面も見せたりする。
金玉錦（かねたまにしき）
中途採用の新人で、元相撲取り。その巨体を生かした活躍を見せてくれる。帰国子女で、母親がフランス系カナダ人。英語が堪能。本名はアラン・ドロン。たにまちは ICU（International Cherryboy Union：国際童貞連盟）だった。